# 郑亚军
郑亚军（1961年10月—），男，汉族，甘肃宁县人，中华人民共和国政治人物。甘肃教育学院（今兰州文理学院）中文系中文专业毕业，中共中央党校经济学专业毕业。

## 生平
1979年12月参加工作。1985年加入中国共产党。2002年11月，任中共甘肃省嘉峪关市委副书记。2005年4月，任酒泉钢铁（集团）有限责任公司党委副书记、董事。2009年1月，任中共嘉峪关市委副书记、副市长、代理市长，同年2月转正。2011年8月，任中共嘉峪关市委书记。2016年4月，任中共平凉市委书记。2017年5月，不再担任中共平凉市委书记。
2013年，担任第十二届全国人民代表大会甘肃地区代表。

### 落马
2021年2月2日，郑亚军因涉嫌严重违纪违法，接受甘肃省纪委监委纪律审查和监察调查。2023年9月，其受贿罪案在张掖市中级人民法院开庭审理。